# Las hijas
Las hijas es una película dramática panameña-chilena de 2023 escrita, dirigida y coproducida por Kattia G. Zúñiga en su debut como directora. Se trata de dos hermanas adolescentes costarricenses que viajan a Panamá para buscar a su padre ausente. Protagonizada por Ariana Chaves Gavilán y Cala Rossel Campos.

## Sinopsis
Dos hermanas, Marina y Luna, viajan de Costa Rica a Panamá para buscar a su padre ausente. En el camino encontrarán un espacio para explorar sus deseos, hacer nuevos amigos, tener amantes y practicar skate, en un viaje hacia la emancipación en el que aprenderán la virtud de simplemente pasar el rato.

## Reparto
Los actores que participaron en esta película son:
- Ariana Chaves Gavilán como Luna
- Cala Rossel Campos como Marina
- Fernando Bonilla
- Josué De León
- Milagros Fernández
- Lía Jiménez
- Gabriela Man
- Angello Morales
- Michelle Quiñones
- Lurys Rivera
- Mir Rodríguez
- Seuxis Sánchez

## Producción
La fotografía principal estaba programada para comenzar en 2020, pero se retrasó debido a la pandemia de COVID-19. El rodaje comenzó en mayo de 2021 en Ciudad de Panamá, Universidad Marítima Internacional de Panamá y Paso Canoa, Chiriquí.

## Lanzamiento

### Festivales
Las hijas tuvo su estreno mundial el 11 de marzo de 2023 en el South by Southwest, luego se proyectó el 16 de marzo de 2023 en la 26.ª edición del Festival de Málaga, el 27 de marzo de 2023 en el Latino Film Festival en Toulouse, el 16 de mayo de 2023 en la 49.ª edición del Festival Internacional de Cine de Seattle, el 5 de junio de 2023 en la 38.ª edición del Festival Internacional de Cine de Guadalajara, el 23 de junio de 2023 en la 25.ª edición del Festival de Cine de Taipei, el 13 de julio de 2023 en la 25.ª edición del Galway Film Fleadh, el 11 de agosto de 2023 en la 27.ª edición del Festival de Cine de Lima y el 21 de agosto de 2023 en la 19.ª edición del Internacional de Santiago Festival de Cine.

### Cines
Se estrenó comercialmente el 31 de agosto de 2023 en cines panameños.

## Recepción

### Recepción de la crítica
En el sitio web agregador de reseñas Rotten Tomatoes, el 100% de las reseñas de 8 críticos son positivas, con una calificación promedio de 7,5/10.

### Premios y nominaciones
| Año  | Premio / Festival                             | Categoría                                               | Recipiente            | Resultado | Ref.          |
| ---- | --------------------------------------------- | ------------------------------------------------------- | --------------------- | --------- | ------------- |
| 2023 | Festival de Málaga                            | Mejor película iberoamericana                           | Las hijas             | Ganadora  | [ 22 ]        |
| 2023 | Festival Internacional de Cine de Seattle     | Concurso Iberoamericano - Gran Premio del Jurado        | Las hijas             | Nominada  | [ 23 ] [ 24 ] |
| 2023 | Festival Internacional de Cine de Guadalajara | Largometraje Iberoamericano de Ficción - Mejor película | Las hijas             | Nominada  | [ 25 ]        |
| 2023 | Festival de Cine de Taipei                    | Competición de nuevos talentos - Gran Premio            | Las hijas             | Nominada  | [ 26 ]        |
| 2023 | Festival de Cine de Lima                      | Mejor película                                          | Las hijas             | Nominada  | [ 27 ]        |
| 2023 | Festival Internacional de Cine de Santiago    | Competencia de Cine Chileno - Mejor película            | Las hijas             | Ganadora  | [ 28 ] [ 29 ] |
| 2023 | Festival Internacional de Cine de Santiago    | Mejor interpretación                                    | Ariana Chaves Gavilán | Ganadora  | [ 28 ] [ 29 ] |